# Feuerwehr-Anzeigetableau

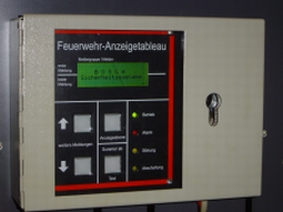
Feuerwehr-Anzeigetableau in abgesetztem Gehäuse

Das Feuerwehr-Anzeigetableau (Abkürzung FAT) ist eine Zusatzeinrichtung für Brandmeldeanlage (BMA). Mit dem FAT werden eine oder mehrere Alarmmeldungen, Störungen oder Abschaltungen angezeigt.

## Normative Anforderungen
In Deutschland fordert die DIN 14675 ein FAT bei BMA mit Alarmweiterleitung an die Feuerwehr. Nach DIN 14675 hat sich das Feuerwehr-Anzeigetableau an der Erstinformationsstelle für die Feuerwehr zu befinden, in räumlicher Nähe mit dem Feuerwehr-Bedienfeld und den Feuerwehr-Laufkarten. Das FAT hat gut sichtbar, bedienbar und frei zugänglich zu sein. Gegebenenfalls ist es zu kennzeichnen. Die Planung und Montage hat in Absprache mit der zuständigen Feuerwehr entsprechend deren Anschlussbedingungen zu erfolgen.
Ein FAT wird nach DIN 14662 Feuerwehrwesen – Feuerwehr-Anzeigetableau für Brandmeldeanlagen erstellt. 

## Anzeigen und Bedienelemente

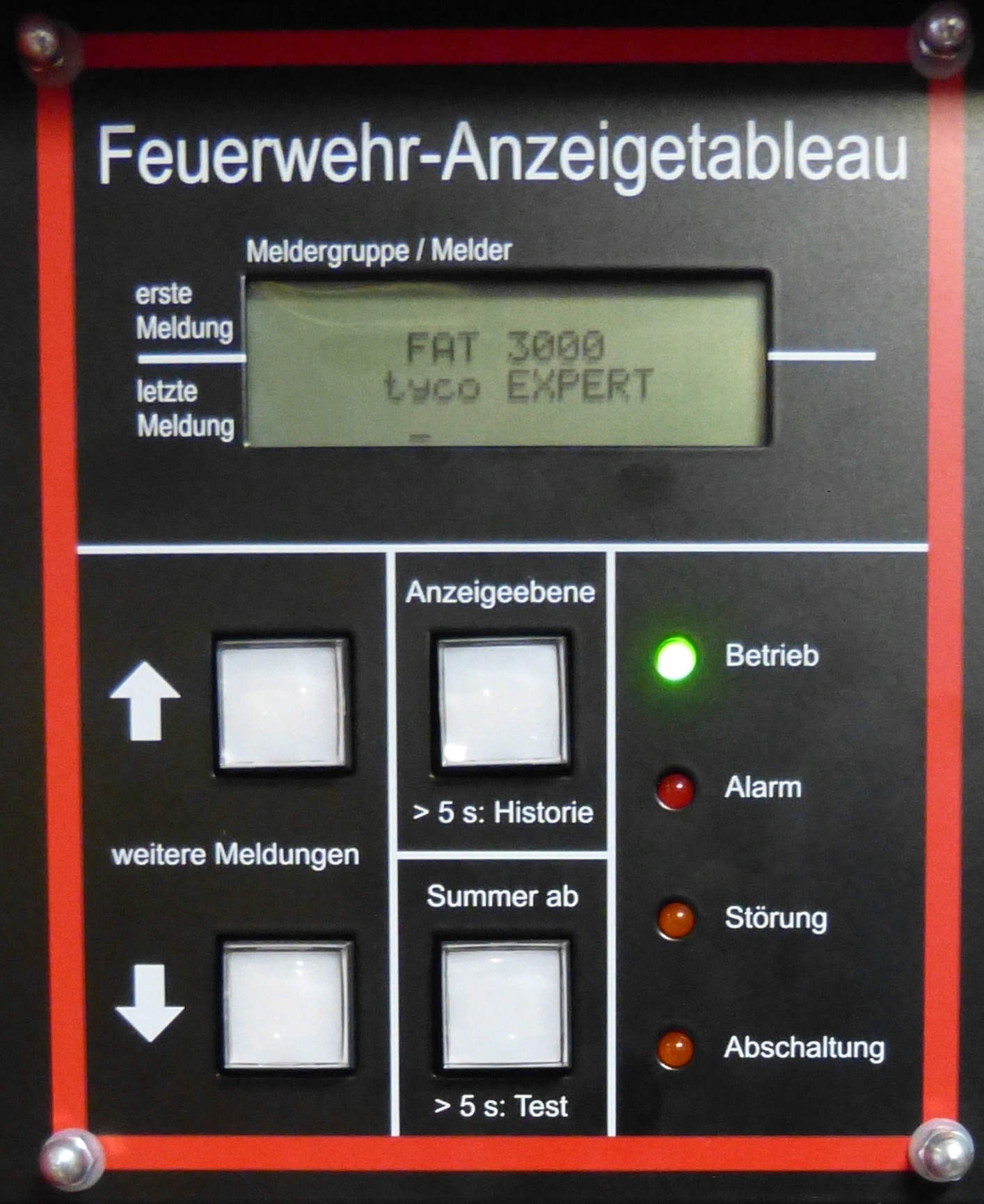
Detailansicht eines Feuerwehr-Anzeigetableaus neuerer Bauart

| Anzeige Primär wird die erste eingelaufene Alarmmeldung angezeigt. Zuerst erscheint die Meldergruppe, durch einen Schrägstrich getrennt der Einzelmelder. - Optional kann die Ziffernfolge durch einen Klartext ergänzt werden. - Laufen weitere Alarmmeldungen ein, so wird die letzte aufgelaufene Meldung in der unteren Hälfte des Displays angezeigt. | |          |
| \| Pfeiltasten ↑ Auf und ↓ Ab \| Blättern wenn mehr als zwei Meldungen anstehen, wobei die letzte Meldung in der unteren Hälfte im Display stehen bleibt. Um auf weitere vorhandene Meldungen hinzuweisen wird der entsprechende Taster beleuchtet. \| | Taste Anzeigeebene Wechseln des Displays fortlaufend zwischen Alarmzustand, Störung und Abschaltung. Primäre Anzeigeebene ist immer der Alarmzustand. A 1                                                                                         | LEDs A 2 |
| \| Pfeiltasten ↑ Auf und ↓ Ab \| Blättern wenn mehr als zwei Meldungen anstehen, wobei die letzte Meldung in der unteren Hälfte im Display stehen bleibt. Um auf weitere vorhandene Meldungen hinzuweisen wird der entsprechende Taster beleuchtet. \| | Taste Summer ab/Test - Kurzes Drücken: Abschaltung des Summers des FAT, der bei Auslösung der Brandmeldeanlage automatisch aktiviert wird. - Langes Drücken (>5 Sek.): Ansteuern des Displays, alle Leuchtdioden, Leuchttaster sowie des Summers. | LEDs A 2 |
| Pfeiltasten ↑ Auf und ↓ Ab | Blättern wenn mehr als zwei Meldungen anstehen, wobei die letzte Meldung in der unteren Hälfte im Display stehen bleibt. Um auf weitere vorhandene Meldungen hinzuweisen wird der entsprechende Taster beleuchtet.                                |          |

| LED/Bedeutung | Leuchtzeichen                                             | Bedeutung                                     | Bedeutung |
| ------------- | --------------------------------------------------------- | --------------------------------------------- | --- |
| Betrieb       | grüner Kreis · grüner Kreis · grüner Kreis · grüner Kreis | Betriebsbereiter Ruhezustand des FATs.        | Betriebsbereiter Ruhezustand des FATs. |
| Alarm         | roter Kreis · roter Kreis · roter Kreis · roter Kreis     | Alarmzustand; gleichzeitig ertönt der Summer. | Alarmzustand; gleichzeitig ertönt der Summer. |
| Alarm         | roter Kreis · weißer Kreis · roter Kreis · weißer Kreis   | Hinweis auf weitere eingegangene Meldungen.   | Hinweis auf weitere eingegangene Meldungen. |
| Störung       | gelber Kreis · weißer Kreis · gelber Kreis · weißer Kreis | Hinweis auf eine Störung.                     | Störungen/Abschaltungen werden nicht sofort im Display angezeigt. Sie können durch Umschaltung der Taste „Anzeigeebene“ auf die Störungsebene/Abschaltungsebene sichtbar gemacht werden. |
| Abschaltung   | gelber Kreis · weißer Kreis · gelber Kreis · weißer Kreis | Hinweis auf Abschaltung einzelner Linien.     | Störungen/Abschaltungen werden nicht sofort im Display angezeigt. Sie können durch Umschaltung der Taste „Anzeigeebene“ auf die Störungsebene/Abschaltungsebene sichtbar gemacht werden. |